# Tabernaemontana angulata
Tabernaemontana angulata é uma espécie de planta do gênero Tabernaemontana.   É utilizada na medicina tradicional ianomâmi como vermífugo.

## Taxonomia
A espécie foi descrita em 1860 por Johannes Müller Argoviensis, em sequência a descrição por von Martius 